# 無線従事者養成課程
無線従事者養成課程（むせんじゅうじしゃようせいかてい）は、無線従事者の免許を取得するための養成課程のことである。
電波法令では、単に「養成課程」とあるが、記事名では何の養成課程か不明確になるので、「無線従事者養成課程」とする。

## 定義
総務省令無線従事者規則（従前は「無線従事者国家試験及び免許規則」）第2条第2号に「養成課程」を「法第41条第2項第2号に規定する無線従事者の養成課程をいう。」と定義している。
「法」は電波法の略

## 概要
電波法第41条第1項には「無線従事者になろうとする者は、総務大臣の免許を受けなければならない。」と規定している。
同条第2項にその要件が規定されているが、同項第2号に「総務省令で定める無線従事者の養成課程で、総務大臣が総務省令で定める基準に適合するものであることの認定をしたものを修了した者」がある。
すなわち、この養成課程の修了者は同項第1号に規定する国家試験に合格しなくとも無線従事者の免許を取得できるものである。
この総務省令とは無線従事者規則のことであり、第3章に「養成課程の認定」として規定している。
対象となるのは、いわゆる中級・初級と呼ばれるものである。
認定は、無線従事者規則第21条第1項第1号に「総合通信局長がその養成課程を確実に実施することのできるものと認めるものが実施するものであること」の規定により、総合通信局長（沖縄総合通信事務所長を含む。以下同じ。）が行う。養成課程を実施できる者は、同条同項同号にある次の者である。
イ　当該養成課程に係る資格の無線従事者の養成を業務とする者
ロ　その業務のために当該養成課程に係る資格の無線従事者の養成を必要とする者
これにより、無線従事者に関する教育・講習を専業とする団体ばかりでなく、官公庁や電気通信事業者や放送事業者などが部内教育の一環として実施することもできる
。
養成課程の認定を受けた者、つまり実施団体は無線従事者規則第24条により認定施設者と呼ばれる。
養成課程講習会と呼ばれることも多いが、無線従事者規則第4章に規定する総合無線通信士・海上無線通信士又は陸上無線技術士の免許取得の為の認定講習課程とは異なるものである。

## 経緯
1965年（昭和40年）の制度化当時、無線従事者国家試験は年二回、地方電波監理局（現在の総合通信局）所在地

で平日の昼間に実施されるもので、無線従事者の免許を取得する機会は少ないものであった。
当時は移動体通信の黎明期で無線機器を使用する官公庁・企業が増加し特殊無線技士を必要とするようになった。
また、電信級・電話級アマチュア無線技士（通称は電信アマ・電話アマ）制定により、アマチュア無線も大衆化を始めていた。
これらにより、国家試験の受験者数が増加していた。
この需要の高まりに応じて制度化されたもので、休日・夜間や地方でも実施されることにより免許取得の機会は増えた。
制度化当初、認定施設者は非営利団体に限るとされたため、民間で認定施設者となったのは、特殊無線技士は財団法人日本電波協会（後に日本無線協会と合併）、アマチュア無線技士は社団法人日本アマチュア無線連盟（後に日本アマチュア無線振興協会に移管）である。
他の認定施設者は官公庁や公社、つまり防衛庁（現・防衛省）や都道府県（警察学校や消防学校）あるいは旧日本電信電話公社や旧日本国有鉄道で、部外者が受講できるものではなく、一般公募・受託に関しては事実上、二団体の独占であった。
1996年（平成8年）からは学校等で1年以上の教育課程に無線通信に関する科目があれば養成課程とすることができることとなった。これは長期型養成課程という。
2009年（平成21年）から営利団体でも認定施設者になれることになり、実施団体の新規参入が認められた。

## 対象
無線従事者規則第20条に次のように規定される。ただし、長期型養成課程については、アマチュア無線技士を除く。
- 第三級・第四級海上無線通信士（三海通・四海通）
- 第一級・第二級・第三級・レーダー級海上特殊無線技士（一海特・二海特・三海特・レーダー級）
- 航空無線通信士（航空通）
- 航空特殊無線技士（航空特）
- 第一級・第二級・第三級・国内電信級陸上特殊無線技士（一陸特・二陸特・三陸特・国内電信）
- 第二級・第三級・第四級アマチュア無線技士（2アマ・3アマ・4アマ）

（）内は通称である。
航空通又は一陸特の受講については、無線従事者規則第21条第3項に「高等学校又は中等教育学校（一陸特については電気科又は電気通信科に限る。）を卒業した者及びこれと同等以上の学力を有する者」の制限がある。
- 航空通は一定の学歴または免許保有に限定される。
- 一陸特は一定の学歴または免許保有もしくは職務経歴が要求される。これらに該当しなくとも選抜試験の合格により受講できる。

無線従事者の免許取得に国籍制限は無い。
- 日本無線協会は、日本船員雇用促進センターからの委託[4]により、外国人船員を対象として三海通と一海特の養成課程を実施[5][6]している。
  - この養成課程に引き続き船舶局無線従事者証明の新規訓練も実施している。

## 実施
実施は、無線従事者規則第21条第1項第6号に基づく総務省告示による。
制度化当初から民間が実施することが想定されており、天災等の理由で実施できなくなっても総合通信局長（国）は代替となる養成課程は行わない。
手数料も政令電波法関係手数料令に規定しておらず認定施設者毎に異なる。
- 直近の認定状況（実施状況ではない。）については養成課程一覧[8]を参照

新規参入団体が実施するのは需要のある種別である。
- 一般公募については、僅かに海事関係の非営利団体が一・二・三海特を実施する他は、一・二・三陸特、二海特と3・4アマしか事例を見ない。
- 受託については、一般公募をしている団体の一部が委託に応じることを公表しており、公募していない種別でも必要があれば応じることもある。また、一般公募はしないが応じる団体もある。
- 部内養成については、企業・学校が在勤・在学者に実施した事例がある。

### 時間数
無線従事者規則第21条第1項第6号に基づく別表第6号による。
- 海上無線通信士#養成課程
- 海上特殊無線技士#養成課程
- 航空無線通信士#養成課程
- 航空特殊無線技士#養成課程
- 陸上特殊無線技士#養成課程
- アマチュア無線技士#養成課程

を参照。規定の時間数は最低限であり、これ以上の時間を要することを妨げるものではない。
但し、総合通信局長が認めた方法による場合は変更でき、
- 日本無線協会には、免許保有者を対象とした二海特短縮コースおよび二陸特短縮コース
- 3アマの実施団体には、4アマとの差分を授業する第3級短縮コース
- 日本アマチュア無線振興協会には、3アマとの差分を授業する第2級短縮コース

がある。その他、日本無線協会では学歴、資格等により一部科目の授業時間を減免する。

### 授業
当初は集合形式で講師が対面により行うのみであったが、eラーニングによる授業ができる、つまり通信教育とすることもできることとなった。
無線従事者規則第21条第1項第7号に「授業形態は、授業科目別に同時受講型授業（イからハまでに掲げるものをいう。以下同じ。）又は随時受講型授業（ニ及びホに掲げるものをいう。以下同じ。）」として次のように規定されている。
イ　集合形式で講師が対面により行う授業
ロ　電気通信回線を使用して、複数の教室等に対して同時に行う授業
ハ　授業の内容を電気通信回線を通じて送信することにより、当該授業を行う教室等以外の場所に対して同時に行う授業
ニ　電気通信回線を使用して行う授業（ロ及びハに掲げるものを除く。）であって、同時受講型授業に相当する教育効果を有するもの
ホ　電磁的方法（電子的方法、磁気的方法その他の人の知覚によっては認識することができない方法をいう。以下同じ。）による記録に係る記録媒体を使用して行う授業であって、同時受講型授業に相当する教育効果を有するもの
- 日本無線協会は、外国人船員を対象とした三海通と一海特の養成課程にeラーニングを利用[5][6]している。
- 日本アマチュア無線振興協会は、第2級短縮コースと第3級標準コースをeラーニングで実施する。
- その他、新規参入団体にもeラーニング授業を行う団体がある。

### 講師の要件
無線従事者規則第21条第1項第8号に基づく別表第7号による。
| 種別                                                                    | 科目       | 要件                                                               |
| ----------------------------------------------------------------------- | ---------- | ------------------------------------------------------------------ |
| 三海通                                                                  | 無線工学   | 第一級総合無線通信士、第一級海上無線通信士、陸上無線技術士         |
| 三海通                                                                  | 電気通信術 | 第一級総合無線通信士、第一級・第二級・第三級海上無線通信士         |
| 三海通                                                                  | 法規       | 第一級総合無線通信士、第一級・第二級・第三級海上無線通信士         |
| 三海通                                                                  | 英語       | 第一級総合無線通信士、第一級・第二級・第三級海上無線通信士         |
| 四海通                                                                  | 無線工学   | 第一級総合無線通信士、第一級海上無線通信士、陸上無線技術士         |
| 四海通                                                                  | 法規       | 第一級・第二級総合無線通信士、第一級・第二級・第三級海上無線通信士 |
| 一海特                                                                  | 無線工学   | 第一級総合無線通信士、第一級海上無線通信士、陸上無線技術士         |
| 一海特                                                                  | 電気通信術 | 第一級・第二級総合無線通信士、第一級・第二級・第三級海上無線通信士 |
| 一海特                                                                  | 法規       | 第一級・第二級総合無線通信士、第一級・第二級・第三級海上無線通信士 |
| 一海特                                                                  | 英語       | 第一級・第二級総合無線通信士、第一級・第二級・第三級海上無線通信士 |
| 二海特                                                                  | 無線工学   | 第一級総合無線通信士、第一級海上無線通信士、陸上無線技術士         |
| 二海特                                                                  | 法規       | 第一級・第二級総合無線通信士、第一級・第二級・第三級海上無線通信士 |
| 三海特                                                                  | 無線工学   | 総合無線通信士、第一級・第二級海上無線通信士、陸上無線技術士       |
| 三海特                                                                  | 法規       | 総合無線通信士、第一級・第二級・第三級海上無線通信士               |
| レーダー級                                                              | 無線工学   | 第一級総合無線通信士、第一級海上無線通信士、陸上無線技術士         |
| レーダー級                                                              | 法規       | 第一級・第二級総合無線通信士、第一級・第二級・第三級海上無線通信士 |
| 航空通                                                                  | 無線工学   | 第一級総合無線通信士、陸上無線技術士                               |
| 航空通                                                                  | 電気通信術 | 第一級・第二級総合無線通信士                                       |
| 航空通                                                                  | 法規       | 第一級・第二級総合無線通信士                                       |
| 航空通                                                                  | 英語       | 第一級・第二級総合無線通信士                                       |
| 航空特                                                                  | 無線工学   | 第一級総合無線通信士、陸上無線技術士                               |
| 航空特                                                                  | 電気通信術 | 第一級・第二級総合無線通信士                                       |
| 航空特                                                                  | 法規       | 第一級・第二級総合無線通信士                                       |
| 一陸特                                                                  | 無線工学   | 第一級陸上無線技術士                                               |
| 一陸特                                                                  | 法規       | 第一級・第二級総合無線通信士                                       |
| 二陸特                                                                  | 無線工学   | 第一級総合無線通信士、陸上無線技術士                               |
| 二陸特                                                                  | 法規       | 第一級・第二級総合無線通信士                                       |
| 三陸特                                                                  | 無線工学   | 第一級総合無線通信士、陸上無線技術士                               |
| 三陸特                                                                  | 法規       | 第一級・第二級総合無線通信士                                       |
| 国内電信                                                                | 電気通信術 | 第一級・第二級総合無線通信士                                       |
| 国内電信                                                                | 法規       | 第一級・第二級総合無線通信士                                       |
| 2アマ                                                                   | 無線工学   | 第一級総合無線通信士、陸上無線技術士、第一級アマチュア無線技士     |
| 2アマ                                                                   | 法規       | 第一級・第二級総合無線通信士、第一級アマチュア無線技士             |
| 3アマ                                                                   | 無線工学   | 第一級総合無線通信士、陸上無線技術士、第一級アマチュア無線技士     |
| 3アマ                                                                   | 法規       | 第一級・第二級総合無線通信士、第一級アマチュア無線技士             |
| 4アマ                                                                   | 無線工学   | 第一級総合無線通信士、陸上無線技術士、第一級アマチュア無線技士     |
| 4アマ                                                                   | 法規       | 第一級・第二級総合無線通信士、第一級アマチュア無線技士             |
| 注 総合通信局長が同等以上の知識及び技能を有するものと認めるものを含む。 |            |                                                                    |

総合通信局長が従事者規則別表第7号に規定する者と同等以上の知識及び技能を有すると認める者は次の通り。
| 授業科目         | 従事者規則別表第7号に規定する者と同等以上の知識及び技能を有すると認める者 |
| ---------------- | --- |
| 無線工学又は法規 | 1. 学校教育法による高等学校、中等教育学校、高等専門学校若しくは大学又はこれらに準ずる学校等の電気通信に関する科目を担当する教員として、認定申請前5年以内に通算して3年以上従事した経歴を有する者 2. 1に該当する者として養成課程の講師を務めた経歴を有する者であって、認定申請前3か月以内に養成課程（アマチュア無線技士に係るものを除く）の講師を務め得た経歴を有する者 3. 二総通の資格を有する者であって、無線通信に関する業務に3年以上従事した経歴を有する者（四海通、一海特、二海特、レーダー級、航空通、航空特、二陸特又は三陸特の無線工学の科目に限る） 4. 三総通の資格を有する者であって、無線通信に関する業務に3年以上従事した経歴を有する者（二海特、レーダー級、二陸特、三陸特又は国内電信級の法規の科目に限る） 5. 一陸技又は二陸技の資格を有する者であって、無線通信に関する業務に3年以上従事した経歴を有する者（一陸特、二陸特、三陸特の法規の科目に限る） 6. 無線従事者に要求される知識及び技能を十分に有していると認められる者であって、無線通信に関する業務に3年以上（四海通又は航空通の資格の養成課程にあっては7年以上）従事した経歴を有する者 |
| 電気通信術       | 「無線工学又は法規」の1、2又は6に該当する者 |
| 英語             | 1. 「無線工学又は法規」の1の学校等の英語の科目を担当する教員として、認定申請前5年以内に通算して3年以上従事した経歴を有する者 2. 1に該当する者として養成課程の講師を務めた経歴を有する者であって、認定申請前3か月以内に養成課程の講師を務め得た経歴を有する者 3. 英会話の能力並びに無線従事者に要求される知識及び技能を十分有していると認められるものであって、無線通信に関する業務に3年以上（四海通又は航空通の資格の養成課程にあっては5年以上）従事した経歴を有する者 |

|                  | 従事者規則別表第7号に規定する者と同等以上の知識及び技能を有すると認める者 |
| ---------------- | --- |
| 無線工学又は法規 | 1. 学校教育法による高等学校、中等教育学校、高等専門学校若しくは大学又はこれらに準ずる学校等の電気通信に関する科目を担当する教員として、認定申請前5年以内に通算して3年以上従事した経歴を有する者 2. 1に該当する者として養成課程の講師を務めた経歴を有する者であって、認定申請前3か月以内に養成課程（アマチュア無線技士に係るものに限る）の講師を務め得た経歴を有する者 3. 無線従事者に要求される知識及び技能を十分に有していると認められる者であって、無線通信に関する業務に3年以上従事した経歴を有する者 |

| 授業科目         | 従事者規則別表第7号に規定する者と同等以上の知識及び技能を有すると認める者 |
| ---------------- | --- |
| 無線工学又は法規 | 1. 学校教育法による高等学校、中等教育学校、高等専門学校若しくは大学又はこれらに準ずる学校等の電気通信に関する科目を担当する教員として、認定申請前5年以内に通算して3年以上従事した経歴を有する者 2. 1に該当する者として養成課程の講師を務めた経歴を有する者であって、認定申請前3か月以内に養成課程（アマチュア無線技士に係るものに限る）の講師を務め得た経歴を有する者 3. ２アマ又は２アマの操作範囲に属する操作を行うことができる資格を有する者であって、当該資格によりアマチュア無線業務に3年以上従事した経歴を有する者 4. 無線従事者に要求される知識及び技能を十分に有していると認められる者であって、無線通信に関する業務に3年以上従事した経歴を有する者 |

### 教科書
無線従事者規則第21条第1項第8号

に基づく告示

によるものまたはこれと同等のものを使用する。一般に市販されてもおり、国家試験の参考書としても使用できる。

### 修了試験
無線従事者規則第21条第1項第11号に基づく告示

により、筆記だけではなくCBTによることもできる。
- 試験時間は国家試験と若干の差があるものもある。
- 筆記試験の方法は多肢選択式（三海特のみ正誤式）とし、筆記をマークシートによることは義務付けられていない。場合により出題の一部を記述式とすることもできる。
  - 日本アマチュア無線振興協会のeラーニングによる第2級短縮コースと第3級標準コースの修了試験はCBTによる。なお第2級短縮コースでは対面試験を選択することもできる。
  - その他、eラーニング授業を行う団体はCBTによる試験を行っている。
- 合格基準は告示[12]に規定される。
  - 筆記試験は科目毎に100点満点で合格基準は60点。実地試験は電気通信術#合格基準を参照。

### 身体機能に障害のある人の受講
電波法第42条に「下記の者には、無線従事者の免許を与えないことがある。」とされ、同条第3号には「著しく心身に欠陥があつて無線従事者たるに適しない者」がある。
引用の促音の表記は原文ママ
第3号の適用除外の条件として、無線従事者規則第45条第3項に第三級陸上特殊無線技士およびアマチュア無線技士については身体機能に障害があっても取得できるとされている。
つまり意志の疎通ができれば受講できるということであり、修了試験においてもCBTや筆記以外の方法によることができるとされている。
事例としては盲人を対象とした4アマ（旧電話アマを含む。）の少数しかみない。

## 長期型養成課程
対象にある学校は、高等学校以上の教育課程を持つものに認定される。
eラーニングによる授業とCBTによる修了試験が実施できる。
- 学校、学科については長期型養成課程一覧[13]を参照のこと。

授業時間数は、無線従事者規則第21条第2項第5号に基づく別表第7号の2による。
- 海上無線通信士#長期型養成課程
- 海上特殊無線技士#長期型養成課程
- 航空無線通信士#長期型養成課程
- 航空特殊無線技士#長期型養成課程
- 陸上特殊無線技士#長期型養成課程

を参照。
講師の要件は、無線従事者規則第21条第2項第6号に、大学若しくは高等専門学校において無線通信に関する科目を担当する教授若しくは准教授又は同等以上の知識及び技能を有すると総合通信局長が認める者とある。この「同等以上の知識及び技能を有すると総合通信局長が認める者」とは、無線通信に関する科目を担当する教員として学校等が適当と認める者（電気通信術等は下表を満たす者）である。
| 資格          | 従事者規則第21条第2項第6号に規定する者と同等以上の知識及び技能を有するものと認められる者 |
| ------------- | ---------------------------------------------------------------------------------------- |
| 三海通        | 一総通、一海通、二海通又は三海通の資格を有する者                                         |
| 一海特        | 一総通、二総通、一海通、二海通又は三海通の資格を有する者                                 |
| 航空通 航空特 | 一総通、二総通又は航空通の資格を有する者                                                 |
| 国内電信級    | 一総通又は二総通の資格を有する者                                                         |

| 資格                                                                                  | 従事者規則第21条第2項第6号に規定する者と同等以上の知識及び技能を有するものと認められる者 |
| ------------------------------------------------------------------------------------- | --- |
| 三海通                                                                                | 1. 一総通、一海通、二海通、三海通の資格を有する者として、国際通信に関する業務に3年以上従事した経歴を有する者 2. 船舶職員養成施設において認定申請前5年以内に通算して3年以上英語の講師として従事した経歴を有する者（注） |
| 一海特                                                                                | 1. 一総通、二総通、一海通、二海通又は三海通の資格を有する者として、国際通信に関する業務に3年以上従事した経歴を有する者。 2. 船舶職員養成施設において認定申請前5年以内に通算して3年以上英語の講師として従事した経歴を有する者（注） |
| 航空通                                                                                | 1. 一総通、二総通又は航空通の資格を有する者として、国際通信に関する業務に3年以上従事した経歴を有する者 2. 航空従事者の養成施設において認定申請前5年以内に通算して3年以上英語の講師として従事した経歴を有する者（注） 3. 次の訓練施設において認定申請前5年以内に通算して3年以上英語の講師として従事した経歴を有する者（注） 1. 海上保安庁の教育訓練機関 2. 航空大学校 3. 航空保安大学校 |
| 注 変更承認申請の場合、「認定申請前」とあるのは「変更申請前」と読み替えるものとする。 | |

実施は、無線従事者規則第21条第2項第4号に基づく告示による。
類似制度として、二海特・三海特および一陸特・二陸特・三陸特の5種別は、学校等で所定科目を履修し卒業すれば取得できるが、長期型養成課程では所定科目を修了すればよく、卒業は条件ではない。

## 実施状況
| 年度                                       | 平成20年度 | 平成21年度 | 平成22年度 | 平成23年度 | 平成24年度 | 平成25年度 | 平成26年度 | 平成28年度 |
| ------------------------------------------ | ---------- | ---------- | ---------- | ---------- | ---------- | ---------- | ---------- | ---------- |
| 実施件数                                   | 1,301      | 1,532      | 1,591      | 1,559      | 1,608      | 1,600      | 1,574      | 1,600      |
| 受講者数(人)                               | 54,071     | 56,941     | 59,927     | 58,343     | 58,450     | 58,166     | 59,271     | 55,913     |
| 修了者数(人)                               | 53,618     | 56,438     | 59,141     | 57,977     | 58,019     | 57,583     | 58,722     | 55,595     |
| 修了率(％)                                 | 99.2       | 99.1       | 98.7       | 99.4       | 99.3       | 99.0       | 99.2       | 99.4       |
| 年度                                       | 平成29年度 | 平成30年度 | 令和元年度 | 令和2年度  | 令和3年度  | 令和4年度  | 令和5年度  |            |
| 実施件数                                   | 1,717      | 1,845      | 1,653      | 1,578      | 1,813      | 1,838      | 1,896      |            |
| 受講者数(人)                               | 56,995     | 56,857     | 50,587     | 45,120     | 50,260     | 47,897     | 44,854     |            |
| 修了者数(人)                               | 56,615     | 55,856     | 50,012     | 44,415     | 49,674     | 47,031     | 44,493     |            |
| 修了率(％)                                 | 99.3       | 98.2       | 98.9       | 98.4       | 98.8       | 98.2       | 99.2       |            |
| 資格・試験による。 注 平成27年度の発表なし |            |            |            |            |            |            |            |            |

## 沿革
1965年（昭和40年）- 制度化。対象となったのは次の7種別。
- 特殊無線技士（多重無線設備）・（レーダー）・（無線電話甲）・（無線電話乙）・（国内無線電信）
- 電信アマ・電話アマ

1971年（昭和46年）- 特殊無線技士（無線電話丙）が制定と同時に対象となった。
1983年（昭和58年）- 特殊無線技士（国際無線電話）が制定と同時に対象となった。
1984年（昭和59年）- 特殊無線技士（無線電話丁）が制定と同時に対象となった。
1990年（平成2年）
- 日本電波協会が日本無線協会と合併し、特殊無線技士の養成課程は日本無線協会の事業となった。
- 無線従事者の資格再編[19]に伴い、対象は次の11種別となった。[20]
  - 一海特・二海特・三海特・レーダー級
  - 航空特
  - 一陸特・二陸特・三陸特・国内電信
  - 3アマ・4アマ

1991年（平成3年）- 日本アマチュア無線振興協会設立
1993年（平成5年）- 日本アマチュア無線振興協会が、日本アマチュア無線連盟から移管された3アマ・4アマの養成課程を開始
1996年（平成8年）- 対象に三海通・四海通・航空通が追加され計14種別となり、3アマ・4アマ以外の12種別が長期型養成課程の対象となった。
2009年（平成21年）- 営利団体が認定施設者になれることとなった。
2013年（平成25年）- eラーニングによる授業とCBTによる修了試験が実施できることとなった。
2015年（平成27年）- 対象に2アマが追加され計15種別となった。